# Handiaya
Handiaya é uma cidade e uma nagar panchayat no distrito de Sangrur, no estado indiano de Punjab.

## Demografia
Segundo o censo de 2001, Handiaya tinha uma população de 9725 habitantes. Os indivíduos do sexo masculino constituem 54% da população e os do sexo feminino 46%. Handiaya tem uma taxa de literacia de 50%, inferior à média nacional de 59.5%: a literacia no sexo masculino é de 54% e no sexo feminino é de 45%. Em Handiaya, 16% da população está abaixo dos 6 anos de idade.